# Riolit
A riolit az egykori vulkánkitörésekkor a felszínre került savanyú magmás kőzet, mely a sűrűn folyó felszínre tört lávából dermedt meg. A magmás kőzetek közül ez tartalmazza a legtöbb szilícium-dioxidot, savanyú, túltelített kőzet. Mindig tartalmaz szabad kvarcot, mivel a magma lehűlésekor a szilícium-túltengés miatt a többi ásványos összetevő kiválása után is marad elegendő a kvarckristályok kialakulásához.
Az elnevezés Andrés Manuel del Río(en) spanyol-mexikói tudós nevéből és a görög lithosz (λίθος = kő) szóból származik.

## Kialakulása
A riolittá dermedt láva szerkezete a gyors kihűlés miatt üveges maradt, vagyis kristályosodás végbemente nélkül dermedt meg, ami annyit jelent, hogy az atomoknak nem maradt elég idejük a kristály szerkezetbe rendeződéséhez. Előfordulhat porfiros változata is.

## Változatai
A riolit legfontosabb változatai kőzetszövet szerint:
- Obszidián - a láva gyors kitörésekor keletkezik. Kagylós törésű, ritkán vörös, általában fekete színű természetes üveg, kevés, egy százalék alatti víztartalommal.
- Szurokkő - félkagylós törésű, az obszidiánnál több kristályos anyagot tartalmaz.
- Habkő vagy horzsakő - nagyon könnyű, likacsos szerkezetű a belőle hirtelen eltávozott gázok, gőzök miatt.
- Perlit - az obszidián utólagos vízfelvételével, vagy a láva hirtelen lehűlésével keletkezett vulkáni üveg, a tárolt víztartalom a hő hatására gőzzé alakult, könnyűvé vált. Az anyag szemcsés, térfogata a többszörösére növekszedik a felfújódás hatására.

## Előfordulása
Hazánkban riolit főként a Zempléni-hegységben fordul elő, az itteni kőzetek nagy része riolit. Riolitos kőzetből áll még a Kaszonyi-hegy is, ahol a riolit üveges formája fordul elő. A miocén kárpáti emeletéből származó riolitos ártufa szinte egész Magyarországon megtalálható.